# Anicetus Bongsu Antonius Sinaga

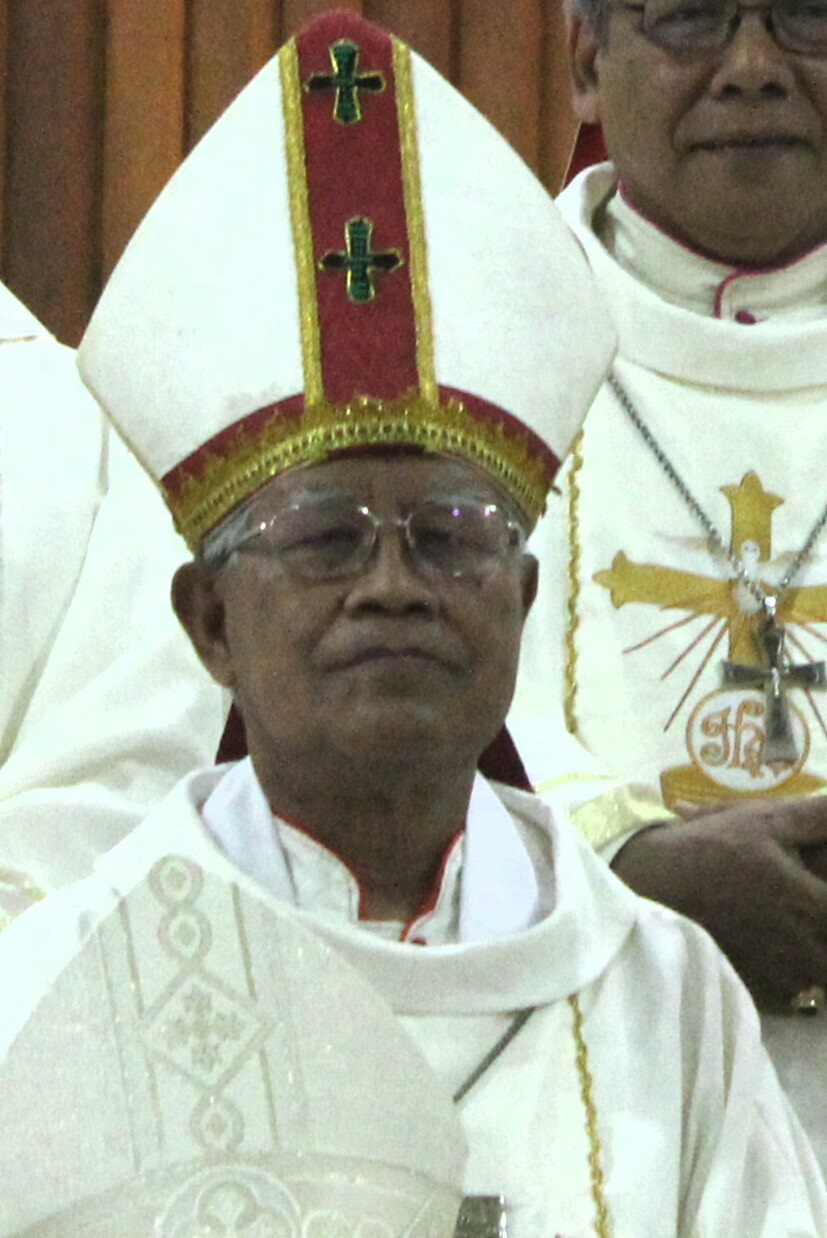
Anicetus Bongsu Antonius Sinaga, 2017

Anicetus Bongsu Antonius Sinaga OFMCap (* 25. September 1941 in Nagadolok; † 7. November 2020 in Medan) war ein indonesischer Ordensgeistlicher und römisch-katholischer Erzbischof von Medan.

## Leben
Anicetus Bongsu Antonius Sinaga trat der Ordensgemeinschaft der Kapuziner bei und empfing am 13. Dezember 1969 nach seiner theologischen Ausbildung die Priesterweihe.
Papst Johannes Paul II. ernannte ihn 1978 zum Apostolischen Präfekten von Sibolga. Mit der Erhebung zum Bistum am 24. Oktober 1980 wurde er zum Bischof von Sibolga ernannt. Die Bischofsweihe spendete ihm der Papst persönlich am 6. Januar des nächsten Jahres; Mitkonsekratoren waren Giovanni Canestri, Weiherzbischof in Rom, und Belchior Joaquim da Silva Neto CM, Bischof von Luz. Sein Wahlspruch war „Ad pascuam et aquas Conducit me“ (Er lässt mich lagern auf grünen Auen und führt mich zum Ruheplatz am Wasser. - Psalm 23:2).
Am 3. Januar 2004 wurde er zum Koadjutorerzbischof von Medan ernannt. Mit der Emeritierung Alfred Gonti Pius Datubaras OFMCap am 12. Februar 2009 folgte er ihm als Erzbischof von Medan nach.
Papst Franziskus nahm am 8. Dezember 2018 seinen altersbedingten Rücktritt an.
Er starb am 7. November 2020 an den Folgen von COVID-19.